# Вівек Чіббер
Вівек Чіббер (англ. Vivek Chibber, нар. 1965) — американський науковець, соціальний теоретик, редактор і викладач соціології в Університеті Нью-Йорка. Автор двох книг: «Постколоніальна теорія і привид капіталу» (2013) та «Фіксація на місці: державотворення й пізня індустріалізація в Індії» (2003).
У 2017 році Чіббер спільно з Робертом Бреннером заснував журнал Catalyst, що видається журналом Jacobin.

## Біографія
Народився в Індії, з 1980 року живе в Сполучених Штатах. 1987 року закінчив бакалаврат з політичної науки в Північно-Західному університеті. В 1999 році здобув ступінь доктора філософії з соціології (PhD) в Університеті штату Вісконсин, його науковим керівником був Ерік Олін Райт. в В 1999 році став помічником професора в Нью-Йоркському університеті, де зараз працює професором.

## Праці
- Locked in Place: State-Building and Late Industrialization in India. Princeton University Press. 2003. p. 334. ISBN 978-0691126234.
- Postcolonial Theory and the Specter of Capital. London: Verso. 2013. p. 256. ISBN 978-1844679768.
- The Class Matrix: Social Theory after the Cultural Turn. Cambridge, Massachusetts: Harvard University Press. 2022. p. 224. ISBN 978-0674245136.